# Сливка
Сливка е село в Южна България. То се намира в община Баните, област Смолян.

## География
Село Сливка се намира в планински район в края на Централните Родопи в община Баните, Смолянска област. Данни за селото има още в края на първото хилядолетие, когато се счита, че около местността Имерова търла е имало малко тракийско, а после и римско селище, което в края на Х век е служило за контролно-пропускателен пункт, счита се че и на намиращия се наблизо връх Вешката е имало вишка за наблюдения и съгледвачи, следящи движението по римския път, което е дало името и на върха. В по-стари предания за селото се казва, че покрай него минава древен римски път (с ключово значение през Късното Средновековие), който е водел към Беломорието и Константинопол, който преминавал през Загражден, Червен, Асеновград и Пловдив и т.н., Селото е в относителна близост на около 5 – 7 часа път от ениханските ливади и връх Свобода, на 8 – 9 часа от Кръстова гора и през него са минавали множество търговски кервани, войници и пътешественици. Древна легенда казва, че всъщност Ени хан Баба е бил лечител, който е лекувал хората в тези части на Родопите, с билки и отвари, като известно време е пребивавал и в околностите на село Сливка като район, богат на билки. Данни за къшлите и махалите около връх Вешка има още от времето на Късното Средновековие и по-късно – при помохамеданчването на Родопите. Според редица данни в този район не е осъществено помохамеданчване на населението. Една част доброволно са приели исляма, друга част са преселници от други райони, а трети са си останали с българско самосъзнание. Според други тези, разрушените храмове говорят за обратния процес, но до днес няма крайна теза за случилото се в тези смутни времена в района на село Сливка. Съжителството на християнско и мюсюлманско население в землището на селото без никакво напрежение повече от 300 години говори многозначително за развитието на този район на България.
По едната версия се счита, че първоначално селото се е състояло от две части, първата е била изградена на другия хълм от Имерова търла, която е носела името Черквица, вероятно по време на преминаването на османските войски селото е било разрушено, едната част от селото се премества от едната страна на хълма в ново село Ахрянско, днес село Гълъбово, а другата част се мести в местността Пирлицко, Делева ливада и Чушовата ливада, които се преместват по-късно с махалата Бърчина. Другата част на селото е около църквата „Света Петка“, като по същото време пак поради събитията една част се мести в Стоенско, Треве и Кисьовци, а по-голямата част оформя Низамоската и Солаковската махали на село Сливка. През XIX век поминъкът на селото са производство на тютюн, картофи, сини сливи, ябълки и цвекло (кочани), както и скотовъдство (главно овцевъдство и козевъдство), а около караната е коневъдство. В района на село Сливка зимата е мека, а лятото прохладно. През 19 век селото е било населено с помашко и българско население. Така в началото на ХХ век селото има основно населено място с около 150 къщи, разделени на няколко махали и около 5 – 6 махали като Караната, Сейменци, Кисьовце, Жетьовце и други с над 350 домакинства. Все пак главно селище в тази разнородност от населени места има именно село Сливка. По данни от различни източници населението на селото в началото на ХХ век възлиза на около 3500 души даже и повече, въпреки че се счита, че най-многобройно е в Караната и Сливка, тази картина се променя след 1936 г.(изселвания в Република Турция), като населението драстично намалява след 1944 г. Все пак демографски населението се запазва в задоволителен порядък до 1970 г., след което във връзка с урбанизирането на село Баните младите хора се преместват да живеят там и населението прогресивно намалява, като в края на 2001 г. то се свежда до критичните 56 души. През целия ХХ век населението от село Сливка прогресивно емигрира основно в Турция до 1950 г., както и градовете Асеновград и Хасково, а след това и в Смолян, Мадан, Търговище, Бургас и Кърджали. Въпреки това най-голямата диаспора на изселници има от с. Сливка и околностите му има в село Манолич (Бургаско) около 200 семейства, в град Смолян около 40 семейства, село Баните около 50 семейства, град Асеновград около 30 семейства, както в Ардино и Кърджали по около 15 – 20 семейства.
По друга версия старото село се намирало в местността Равнишки, но след сложните религиозни проблеми, съпътствали района, селото се преместило в сегашното му място, като започнало да съжителства с гръцката колония в Сливка. Старото име на село Сливка е Ирикли, което на турски език означава /средина/ или /слива/. Друга теза, че името му е дадено от преселници в селото, защото те са дошли по тези земи от местността Ираклия, близо до Кавала в днешна Гърция. Тази версия е най-правдоподобна, защото се счита, че след чумната епидемия от 1810 г. в местността Гръцко идват 5 семейства ковачи и калайджии, това са основоположниците на Каралиевия род, Узуновия род, Чаушевия род, които се установяват по-трайно в селото, които полагат основите на новото село под името Иракли, но от страх да не дразнят другите си съселяни обозначават селото като Ирикли така с Солакоската, Низамоската, Долна и Бърчина оформят днешното село Сливка. Заради ковачите, терзиите, калайджиите и самарджиите селото постепенно става важен център на района. Земята е подходяща за овес, тютюн, картофи, сливи, череши, ябълки и други. През 1934 г. етимологията на наименованието на селището неправилно е изведена от турски език и селото е прекръстено на Сливка.
Селото има подходяща инфраструктура. Намира се на 20 километра от общинския център с. Баните.

## Културни и природни забележителности
В околностите на село Сливка се намират редица забележителности като местността Света Петка, Генчова ливада, Чуката, Михалево, Караната и Дяволския мост. Селото се намира в подножието на връх Вешка, висок 1310 метра. Над билото на селото се намират останките на християнски църкви, които вероятно са били разрушени през 17 век, но имената на местностите се е запазила, като Света Петка, Черквата, Свети Илия, Михалво и др. Селото може да представлява интерес за ловците, защото разполага с „Ловна хижа“ в местността Кисьовце, а за туристите местностите „Чатала“, „Баража“ и „Сините вирове“, които се намират в местността „Караната“, представляват уникално природно явление, особено феномена „Чатала“, където при сливането на две реки се образувал 10-метров водопад. Интерес може да представляват махалите Солаковци, Жетьовце, Стоенско и Семенци. Махалата „Семенци“ е на изключително живописно място, откъдето има изключително красива панорамна гледка, вижда се връх Свобода, село Давидково и други интересни места в края на Централните Родопи. Има изградена водоснабдителна мрежа, електрифицирано е и разполага с изключително голяма равнинна площ, като ключовата местност „Равнишки“ има изключително местоположение, около нея е било старото село. В края на 2005 г. частично са запазени къщите в Долна махала и Горна махала на селото. Към началото на 2007 г. най-населена е махалата Бърчина. В селото живеят основно потомци на Караилиевия род, Родопски, Низамовия род и рода Балкански. Покрай селото минава малка река, която е безименна, като реката няма риба до Генчова ливада, по надолу има мряна и каракуда. Реката има своето пълноводие през пролетта и късната есен и като цяло има относително малък дебит. През ХХ век под местността „Долно Прилицко“ е имало воденица, която днес е в руини. Последно мелницата е работила през 1984 г. с мелничар Салих Балкански. В местността „Средно Пирлицко“ е имало светилище, използвано от траките, като днес обаче то е обрасло и има нужда от реставриране и почистване. Покрай селото има интересни маршрути, водещи до местностите „Чуката“ и „Стотинката“, както и „Равно“ и „Новото“. Всеки, който е бил в околностите на село Сливка, обикновено се връща отново. Залезът е уникален, изгревът също, просто природата е дарила това място с невероятно енергийно излъчване и зарежда всеки негов посетител.

## Туризъм
Село Сливка се намира на 120 километра от гр. Пловдив, на 50 километра от Смолян, на 60 километра от Кърджали. Селото се намира на 2 часа път пеша до с. Баните, 3,5 часа до гр. Ардино, и 4 часа до село Давидково. Интерес представляват околните махали на село Сливка Кисьовце, Семенци и Караната, които могат да бъдат определени като панорамни туристически маршрути.

## Редовни събития
Ежегодно през втората половина на месец август в местността „Караната“ изселниците от селото се събират на родови срещи и се прави курбан за здраве и късмет на изселниците. В селото се честват и други празници като „Гергьовден“, Димитровден „Адрелес“ и „Коледа“.
Интересен е и фолклорът на селото, защото в него има интересни фигури и герои. Например легендата за воин с четиридесетте саби (кърк саби). Легендата казва, че по тези места живял воин, който единствен от общо 40 войници се спасил от турската потеря, ранен той бил гледан и лекуван от мечка, след което събрал 40 саби на събратята си и дълго пазел българското население по тези места. Друга легенда е за вграждането на младата невеста. В историята се разказва как трима братя строили мост, който обаче реката постоянно бутала, така в съня им се появило видение, което казвало, че трябва да вградят жена в моста, за де не го руши реката. Така двамата по-големи братя предупредили жените си да закъснеят на градежа, а най-малкият не направил това, така жената отишла на моста и била вградена. легендата казва, че имало чучури на моста, от които течало мляко, понеже жената оставила малко пеленаче. Според запознати, това е легендата за „Дяволския мост“, който се намира на няколко километра от селото. В близост до местността Караната имаше и друг мост, който обаче през 2004 г. падна и днес са останали само части от него.

## Личности
Селото е дало много видни личности в Родопите така и за България. Село Сливка дава редица общественици, национални герои, участвали в Първата световна, Втората световна война, партизани и легионери. Както е казал на времето Марин Караалията "Сливка има сърце и душа, която може да роди големи чилеци, дето силно да галят, да водят другите, като показват пътя, да градят и пазят комшулака и държавата, но и чилеци за големи зулуми и уруспицки работи". Историята на селото го прави важно културно средище през втората половина на XIX и първата половина на ХХ век. В края на ХХ век по-известните личности са останали в сърцата на целия бански регион, нужно е да споменем и големия родопчанин Камен Кехайов (виден деятел на Отечествения фронт, първи секретар на ОФ на Бургаски окръг) в селото има и други интересни хора от родовете Узунови, Капъсзови, Забитови, Каралиеви, Родопски, Низамови, Солакови и други.
Г-н Беро Балкански е бил най-дълго управлявалият кмет на селото, от 1956 до 1986 г. След това кмет на селото е Данчо Николов (1987 – 1995 г.). След 1994 г. селото рязко губи своята привлекателност и за новия кмет на селото Борис Андреев (1993 – 1999) остава тежката задача да наглежда едно отиващо си село. След 1999 г. поради намаление на населението селото губи правото да си избира кмет.

### Кухня
От село Сливка излизат и стават популярни родопските ястия баница с картофи (клин), баница със сини сливи, белена тиква на тикла, баница с ориз, чеверме по ириклицки, агнешко вретено, родопска салата, ориз със сливи, оризова салата, люта бърканица, булама, петмез, гювеч от кочани и други.
В този район се прави известната джанкова сливова ракия, която се слага във върбови бурета и чай ригън, за да омекне в черешови бурета, ракията се поддържа около 48 – 49 градуса и представлява еликсир. Сливковци правят и ракия от сини сливи (зюмерки), която слагат да отлежи в сливови бурета (или акциеви) и чай жълт кантарион, ракията се поддържа на около 46 – 47 градуса. Местните са правели вина от малини и капини, които също са с много високо качество и традиция, макар вече тази традиция да е позабравена. В района се намират много гъби, билки.

## Други
Има изградена телефонна мрежа, а покритието на мобилните оператори е на 100%. До село Сливка се стига по асфалтиран път, който е в много добро състояние, с изключение на последните 5 километра, които не са в добро състояние. До махалите Кисьовце и Семенци пътят е с макадамова настилка, а пътят до Караната е също макадамов, но е изграден към края на 90-те години и е в отлично състояние.
Екип от учени от Софийския университет, под ръководството на д-р Борислав Бориславов възобнови разкопките през пролетта на 2004 година до края на 2008 г. в изпълнение на проект на община Баните за проучване и опазване на археологическото наследство, важна част за развитието на общината като туристически център. Проучванията стартират като спасителни през март 1999 година и продължават до лятото на 2001 година във връзка с оповестеното изграждане на каскада”Горна Арда”. Проведени са две експедиции в землищата на Баните, Дрянка, Оряховец и Давидково, при които са регистрирани 32 археологически обекта. През пролетта на 2004 година теренните обхождания обхванаха землищата на Гълъбово, Сливка и Давидково, след което бяха събрани сведения и изготвен алманах за района. Бяха регистрирани още 42 обекта от различни епохи. Проучванията ще продължат в две насоки-цялостно теренно обхождане на северните части от територията на общината и сондажни разкопки на по-значими археологически обекти.
Нос Вешка на Антарктическия полуостров е наименуван на близкия връх Вешка.